# SM UB-45
SM UB-45 – niemiecki jednokadłubowy okręt podwodny typu UB II zbudowany w stoczni AG Weser (Werk 247) w Bremie w roku 1916. Zwodowany 12 maja 1916 roku, wszedł do służby w Kaiserliche Marine 26 maja 1916 roku. W czasie swojej służby SM UB-45 odbył 5 patroli, w czasie których zatopił 4 statki o łącznej pojemności 15 361 BRT. Okręt 6 listopada 1916 roku zatonął na minie u wejścia do portu w Warnie.

## Budowa
SM UB-45 był dwudziestym piątym z typu UB II, który był następcą typu UB I. Był średnim jednokadłubowym okrętem przeznaczonym do działań przybrzeżnych, o prostej konstrukcji, długości 36,13 metra, wyporności w zanurzeniu 263 ton, zasięgu 6940 Mm przy prędkości 5 węzłów na powierzchni oraz 45 Mm przy prędkości 4 węzłów w zanurzeniu. W typie II poprawiono i zmodernizowano wiele rozwiązań, które były uważane za wadliwe w typie I. Zwiększono moc silników, pojedynczy wał zastąpiono dwoma.

## Służba
26 maja 1916 roku (w dniu przyjęcia okrętu do służby) dowódcą jednostki został mianowany kapitan marynarki (niem. Kapitänleutnant) Karl Palis, który wcześniej skutecznie dowodził okrętem SM UC-12. Jednostka rozpoczęła służbę we Flotylli Pola (niem. Deutsche U-Halbflotille Pola). 12 sierpnia 1916 roku UB-45 został przeniesiony do służby na Morzu Czarnym i przydzielony do Flotylli Konstantynopol (niem. Deutsche U-Halbflottille Konstantinopel).
Okręt odbył łącznie pięć patroli, w czasie których zatopił 4 statki o łącznej pojemności 15 361 BRT. Pierwszym z nich był brytyjski parowiec „Virginia” o pojemności 4279 BRT. Statek był zbudowany w 1901 roku w stoczni Napier & Miller w Glasgow. Płynął z Torrevieja w Hiszpanii do Kalkuty z ładunkiem soli. Został storpedowany i zatopiony 42 mile na południowy zachód do Matapanu. W wyniku ataku zginęło 2 członków załogi. Dwa dni później 120 mil na południowy zachód od Matapanu UB-45 zatopił francuski transportowiec „Ville De Rouen” o pojemności 4721 BRT. Zbudowany w 1903 roku w stoczni Forges & Chant. de la Méditerranée w Hawrze dla Société Anonyme Des Longs Courriers Français statek płynął z ładunkiem sześciu samochodów ciężarowych Berliet CBA oraz 450 butlami z ciekłym wodorem, paliwem dla sterowców stacjonujących w Salonikach. 12 sierpnia 1916 roku UB-45 został przeniesiony do Flotylli Konstantynopol, podobnie jak kilka dni później bliźniaczy okręt SM UB-42. 31 sierpnia u wybrzeży Gruzji w pobliżu portu w Poti UB-45 zatopił włoski parowiec „Tevere” o pojemności 2660 BRT. Ostatnim zatopionym przez UB-45 statkiem był rosyjski parowiec pływający pod banderą Marynarki Wojennej Imperium Rosyjskiego „Gioconda” o pojemności 3701 BRT. Statek został zbudowany w 1902 roku w Middlesbrough w stoczni R. Craggs & Sons. Został storpedowany około 45 mil od tureckiego portu Trabzon. Uszkodzony statek został doholowany do plaży w okolicach Trabzon i był używany jako pływająca przystań.
6 listopada 1916 roku na pozycji 43°12′N 28°09′E/43,200000 28,150000, przy wejściu do portu w Warnie, okręt wszedł na minę i zatonął. Tylko pięciu członków załogi zostało uratowanych. Symboliczny grób poległych znajduje się na cmentarzu wojennym w Heikendorf.
W listopadzie 1938 roku w Warnie wzniesiono pomnik marynarzy UB-45, odsłonięty podczas wizyty krążownika „Emden” z udziałem cara Borysa III.